# أحمد بن عثمان التويجري
الدكتور أحمد بن عثمان التويجري مفكر وأديب وشاعر وأكاديمي ومحام سعودي عمل أستاذاً في جامعة الملك سعود في المملكة العربية السعودية وعميداً لكلية التربية لسنوات طويلة، كما كان عضواً في مجلس الشورى السعودي لدورتين متتاليتين، وأستاذاً زائراً في جامعة محمد الخامس في المملكة المغربية. يعد من الوجوه الإصلاحية في المملكة العربية السعودية ومن دعاة الحرية والشورى والمدافعين عن حقوق الإنسان وحقوق المرأة، كما يعد من رموز الدعوة إلي التجديد في الفقه الإسلامي، وله بحوث ومحاضرات ومقالات في هذا الشأن. متفرغ منذ سنوات للعمل في منظمات دولية غير ربحية في أوروبا. تولى عام 1990م صياغة أهم وثيقة إصلاحية للمطالبة بإصلاحات شاملة في المملكة العربية السعودية أيدها ووقع عليها مئات العلماء والقضاة والأكاديميين والدعاة والمثقفين السعوديين كان من بينهم المفتي العام للمملكة العربية السعودية سماحة الشيخ عبد العزيز بن باز وعدد من أعضاء هيئة كبار العلماء في المملكة، وعرفت تلك الوثيقة واشتهرت في ذلك الحين باسم «خطاب النصيحة».
يتولى حالياً رئاسة منظمة العدالة الدولية، وهي منظمة غير ربحية متخصصة في قضايا جرائم الحرب والجرائم ضد الإنسانية وقضايا حقوق الإنسان الكبرى، كما يتولى رئاسة منتدى السلام العالمي الذي مقره مدينة ديفون لو بان في فرنسا، وهو منتدىً عالمي غير ربحي معنيّ بنشر ثقافة السلام وترسيخ قيم التعايش السلمي بين الشعوب والثقافات، إلى جانب التعريف بدور السلام وأهميته في حماية المستقبل الإنساني.
وهو عضو الهيئة الإستشارية لمشروع كتاب في جريدة 

## سيرة
نال شهادة دار التوحيد في العلوم الشرعية والعربية سنة 1969م وبكالوريوس في اللغة الإنجليزية والتاريخ - كلية الآداب والتربية من جامعة الملك سعود 1394هـ/1974م ونال شهادة الماجستير في علم اللسانيات النظري من جامعة أوريجون الأمريكية في سنة 1979م والدكتوراه في فلسفة من جامعة أوريجون الأمريكية 1399هـ/1983م.

## الحياة العملية
عضو مجلس الشورى السعودي ابتداءً من 3/3/1418هـ لمدة ثماني سنوات
عميد كلية التربية بجامعة الملك سعود 1406 - 1412هـ
رئيس قسم التربية بكلية التربية بجامعة الملك سعود 1405 - 1406هـ
أستاذ مساعد بقسم التربية بكلية التربية بجامعة الملك سعود 1405 - 1412هـ
رئيس مجلس إدارة مركز البحوث التربوية بجامعة الملك سعود 1406 - 1412هـ
مستشار الشؤون التعليمية بمركز الملك فيصل للبحوث والدراسات الإسلامية 1403 - 1411هـ
مستشار قانوني ومدير مكتب مدينة الرياض شركة وايت آند كيس للمحاماة الأمريكية 1413 - 1414هـ
مدير عام مكتب التويجري للمحاماة والاستشارات القضائية 1413 - حتى الآن
مدير عام بالدار العالمية للاستشارات التربوية 1413 - حتى الآن
مدير عام الدار العالمية للترجمة 1413ه حتى الآن
رئيس منتدى السلام العالمي، ديفون لو بان، فرنسا
رئيس منظمة العدالة الدولية، ديفون لو بان، فرنسا

## عضوية مجالس ولجان
عضو المجلس العلمي - كليات البنات - الرئاسة العامة لتعليم البنات 1409 - 1412ه
عضو المجلس الأعلى لكلية الملك فهد الأمنية عام 1408ه - 1410
عضو لجنة مراقبة البرامج الإذاعية والتلفزيونية - وزراة الإعلام 1408 - وحتى الآن
عضو مجلس الأمانة العامة للندوة العالمية للشباب الإسلامي - الرياض - 1406 - 1412ه
عضو مجلس أمناءالوكالة الإسلامية للإغاثة - الخرطوم - جمهورية السودان
رئيس منتدى قرطبة لحوار - قرطبة - أسبانيا

## المؤتمرات والندوات
الحرية العلمية في الإسلام والفكر الغربي اللبرالي - باللغة الإنجليزية
نحو تجديد أصيل للفكر الإسلامي المعاصر
فقه الاختلاف
التربية الإسلامية وأثرها في مواجهة الاستعمار في شمال أفريقيا
شعر الأطفال وآثاره التربوية
المواءمة بين مخرجات التعليم ومتطلبات التنمية في دول مجلس الخليج - دراسة واسعة
نحو فقه رشيد للأمر بالمعروف والنهي عن المنكر
الشرعية السياسية بين الأمر بالمعروف والخروج

## الأوسمة والجوائز
- وسام الدولة التونسية من الرئيس الحبيب بورقيبة 1988م.
- الجائزة التقديرية السنوية من منظمة محامون من أجل حقوق الإنسان (Lawyers' Committee For Human Rights) نيويورك، الولايات المتحدة الأمريكية 1993م.
- جائزة خدمة العلم، جمعية أم المؤمنين النسائية، إمارة عجمان 2003م.

## قصائده
- سلطان الخير... مشاهد ومواقف

- مجزرة اسطول الحرية
-رسالة شوق إلى الشيخ عبد العزيز بن باز
-إذا شَعبُ مِصرَ أرادَ الحياةَ
-مرثية في الدكتور عبد المحسن بن عبد الله التويجري[وصلة مكسورة]
-دروس الزلزال التونسي - مقالة
-يَا شَامُ يَا شَامُ والتاريخُ مُشتَعِلٌ[وصلة مكسورة]
- مرثية في الشيخ عبد العزيز بن عبد المحسن التويجري
-يا امة الحق - دم المصلين في المحراب ينهمر
-اخلع حذاءك ايها البطل
- هل انتفض التاريخ؟

## مذكرة النصيحة
قدم وأعد مذكرة النصيحة أو ما تسمى مذكرة الطلبات، وهو خطاب وُجِّه إلى الملك فهد بن عبد العزيز آنذاك في شهر شوال عام 1411 ه الموافق لشهر مايو 1991، والذي وقع عليه مجموعة من علماء الدين السعوديين بلغ عددهم 400 عالم وطالب علم، وطالبوا بإنشاء مجلس للشورى، وتحقيق المساواة بين المواطنين، وعدالة توزيع المال العام، وبناء جيش قوي متكامل، وسياسة خارجية بعيدة عن التحالفات المخالفة للشرع.